# Georg Heinrich Hollenberg
Georg Heinrich Hollenberg (* 19. Dezember 1752 in Osnabrück; † 15. September 1831 ebenda) war ein deutscher Mathematiker, Kartograf und Architekt, der in Diensten König Georgs III. stand und vorzugsweise im damaligen Hochstift Osnabrück tätig war.

## Familie
Georg Heinrich Hollenberg war Sohn eines Osnabrücker Unternehmers, der eine Wollkratzfabrik betrieb. Ein Studium war für ihn eigentlich nicht vorgesehen. Doch Begabung und einflussreiche Fürsprecher ermöglichten ihm ein Studium in Göttingen.
Bereits in Diensten Georgs III., in dessen Eigenschaft als Vormund des Fürstbischofs von Osnabrück Friedrich von York, heiratete Hollenberg eine Kaufmannstochter aus Quakenbrück. Das Paar hatte Kinder; Carl und Georg Bernhard sind bekannt.
Er wurde auf dem Hasefriedhof in Osnabrück begraben. Sein Grabstein ist noch erhalten mit den Inschriften „HEITERER LAUNE, ALS GREIS NOCH IN RASTLOSER THAETIGKEIT. DIES EHRT SEIN ANDENKEN“ und „DEM EHEGATTEN UND VATER WEIHET DIESES EINFACHE DENKMAL DIE LIEBE SEINER TREUEN GATTIN UND DANKBAREN KINDER“.

## Studium und berufliche Laufbahn
Gefördert von Georg Christoph Lichtenberg und Abraham Gotthelf Kästner konnte er zwischen 1773 und 1776 an der Universität Göttingen Mathematik, Chemie und Physik studieren, u. a. bei Georg Christoph Lichtenberg. Offenbar hatte Lichtenberg, der sich zwischen 1772 und 1773 zur Bestimmung der geografischen Lage in Osnabrück aufhielt, in Hollenberg eine geeignete Person erkannt, die eine zukünftige, präzise Landvermessung übernehmen konnte. [Verweis]
Seine Ernennung als Land-Conducteur für das Hochstift Osnabrück erlebte er in Quakenbrück. 1781 erhielt Hollenberg ein Reisestipendium, „zwecks weiteren Ausbildung in der Weg- und Wasserbaukunst“. 1782/83 wurde er mit der Anlage eines Kanals im Hahnenmoor betraut. Unterstützt durch Justus Möser erhielt Hollenberg das Amt des Landbaumeisters und konnte sein Tätigkeitsfeld erweitern, als die Stadt Osnabrück ihm auch das Amt des Stadtbaumeisters übertrug. Georg Heinrich Hollenberg beendete seine berufliche Laufbahn als Oberlandesbaumeister.

## Artikel und Schriften
Neben einer Vielzahl seiner Kartenwerke, die er im Rahmen seiner Berufstätigkeit erstellte, hinterließ Hollenberg mehrere Schriften und Artikel:
- als Hrsg.: J. H. Westerkamps: Anleitung zur Rechenkunst für die Jugend, erläutert und mit einem Anhange von der Kettenregel. Dietrich, Osnabrück 1778.
- Ueber die Verbesserung der Grafikwerke, nebst einem Vorschlag zu einer neuen Einrichtung dieser Art Gebäude, in: Göttinger Magazin, 1780 St. 5.
- Etwas zur Verbesserung der Feldgestänge, vorzüglich in Betref des krummen Zapfens, in: Götting. Mag. 1781 St. 4.
- Bemerkungen über verschiedene Gegenstände auf einer Reise durch einige deutsche Provinzen in Briefen, von Hochfürstl. Osnabr. Land-Conductuer G.H. Hollenberg, Verlag Franzen und Grosse, Stendal 1782.
- Nachrichten von dem Leben und den Erfindungen der berühmtesten Mathematiker, Göttingen 1788.
- Vorübungen zur praktischen Geometrie für die ersten Anfänger. Von G. H. Hollenberg. Neue Auflage (Mit sieben Kupfertafeln), Göttingen 1803.
- Ueber die vorteilhafteste Anwendung der practischen Geometrie bei der Teilung offener und gemeiner Feldmarken, Verlag Franzen und Grosse, Stendal 1803.